# منطقه اکوما
منطقه اکوما (به اسپانیایی: Achoma District) یک سکونتگاه مسکونی در پرو است که در منطقه ارکیپا واقع شده‌است.

## خصوصیات
منطقه اکوما ۳۹۳٫۵۴ کیلومترمربع مساحت و ۱٬۳۴۲ نفر جمعیت دارد و ۳٬۴۵۰ متر بالاتر از سطح دریا واقع شده‌است.